# Сапара, Марек
Ма́рек Са́пара (словац. Marek Sapara; родился 31 июля 1982 года, Кошице, Чехословакия) — словацкий футболист, полузащитник; тренер. Выступал в сборной Словакии.

## Карьера

### Клубная
Воспитанник клуба «Кошице» из одноимённого города, в составе которого в сезоне 1999/00 стал чемпионом Словакии среди юношей. Осенью 2000 года играл за любительский клуб «Красна-над-Горнадом» из одноимённого района Кошиц, после чего вернулся в родной клуб, в котором начал и профессиональную карьеру. В своём первом профессиональном сезоне сыграл 3 матча, а в следующем уже 23, в которых забил 3 гола, после чего перешёл в клуб «Ружомберок» из одноимённого города. В составе нового клуба в сезоне 2003/04 сыграл 12 матчей, забил 1 гол и стал, вместе с командой, бронзовым призёром чемпионата Словакии. В следующем сезоне сыграл уже в 27 матчах, в которых забил 2 гола. Сезон 2005/06 стал для Марека очень успешным, провёл он его в роли капитана команды, в 35 матчах забил 6 мячей, чем помог клубу сделать «золотой дубль»: завоевать в том сезоне Кубок Словакии и выиграть чемпионат страны. В следующем сезоне сыграл только 5 матчей в чемпионате и 4 матча в квалификационных раундах Лиги чемпионов против шведского «Юргордена» из города Стокгольм и московского ЦСКА. Всего провёл за «Ружомберок» 79 матчей в чемпионате, в которых забил 9 мячей.
В августе 2006 года, сразу после матчей в квалификационных раундах Лиги чемпионов, талантливый диспетчер переехал в Норвегию, в тронхеймский «Русенборг», с которым подписал контракт на 4,5 года, сумма трансфера составила 1.300.000 €. За новый клуб дебютировал 10 сентября в матче против клуба «Саннефьорд» из одноимённой коммуны, а первый гол забил 26 сентября в матче против клуба «Одд Гренланд» из города Шиен. Всего в том сезоне провёл 8 матчей, забил 3 мяча и стал, вместе с командой, чемпионом Норвегии и полуфиналистом национального Кубка. Помимо этого, в октябре был признан лучшим игроком месяца Типпелиги. В следующие 2 сезона провёл 48 матчей, в которых забил 11 мячей. Помимо этого, сыграл 10 матчей, забил 2 гола и отдал 3 голевые передачи партнёрам в розыгрыше Лиги чемпионов 2007/08.
В начале февраля 2010 года перешёл в турецкий клуб «Анкарагюджю», с которым подписал контракт на 2,5 года, сумма трансфера составила 2,2 млн евро. «Русенборг» продал Сапару, поскольку его контракт истекал в 2010 году. Дебютировал за новый клуб 7 февраля 2010 года в матче против «Бурсаспора».
В сентябре 2011 года перешёл в турецкий «Трабзонспор».

### В сборной
Выступал за молодёжную сборную страны, всего провёл в её составе 10 матчей.
В составе главной национальной сборной Словакии дебютировал 8 октября 2005 года, выйдя на 77-й минуте проходившего в Братиславе отборочного матча к чемпионату мира 2006 года против сборной Эстонии, в той встрече его команда одержала победу со счётом 1:0. Первый гол забил 15 ноября 2006 года на 53-й минуте проходившего в Жилине товарищеского матча со сборной Болгарии, который завершился победой Словакии со счётом 3:1. Второй мяч за сборную провёл 13 октября 2007 года на 37-й минуте проходившего в Дубнице-над-Вагом отборочного матча к чемпионату Европы 2008 года против сборной Сан-Марино, в котором его команда разгромила соперника со счётом 7:0.
1 апреля 2009 года, выйдя на замену Мареку Гамшику на 86-й минуте, принял участие в проходившем в Праге отборочном матче к чемпионату мира 2010 года против сборной Чехии, в котором словаки довольно неожиданно выиграли со счётом 2:1.
Кроме того, в 2009 году принял участие в сентябрьских решающих матчах отборочного турнира к чемпионату мира 2010 года: 5 сентября вышел на замену Владимиру Вайссу на 74-й минуте проходившей в Братиславе ответной встречи против сборной Чехии, завершившейся вничью 2:2 и 9 сентября в проходившем в Белфасте матче против сборной Северной Ирландии, в этой игре Марек вышел на 90-й минуте, снова на замену Владимиру Вайссу, а его команда, одержав победу со счётом 2:0, впервые в истории практически обеспечила себе путёвку в финальную часть чемпионата мира.

## Достижения

### Командные
«Ружомберок»
- Чемпион Словакии: 2005/06
- Бронзовый призёр чемпионата Словакии: 2003/04
- Обладатель Кубка Словакии: 2005/06

«Русенборг»
- Чемпион Норвегии (2): 2006, 2009
- Полуфиналист Кубка Норвегии: 2006

### Личные
«Русенборг»
- Лучший игрок месяца чемпионата Норвегии: 2006 (октябрь)